# Rassach
Rassach is een gemeente in de Oostenrijkse deelstaat Stiermarken, en maakt deel uit van het district Deutschlandsberg.

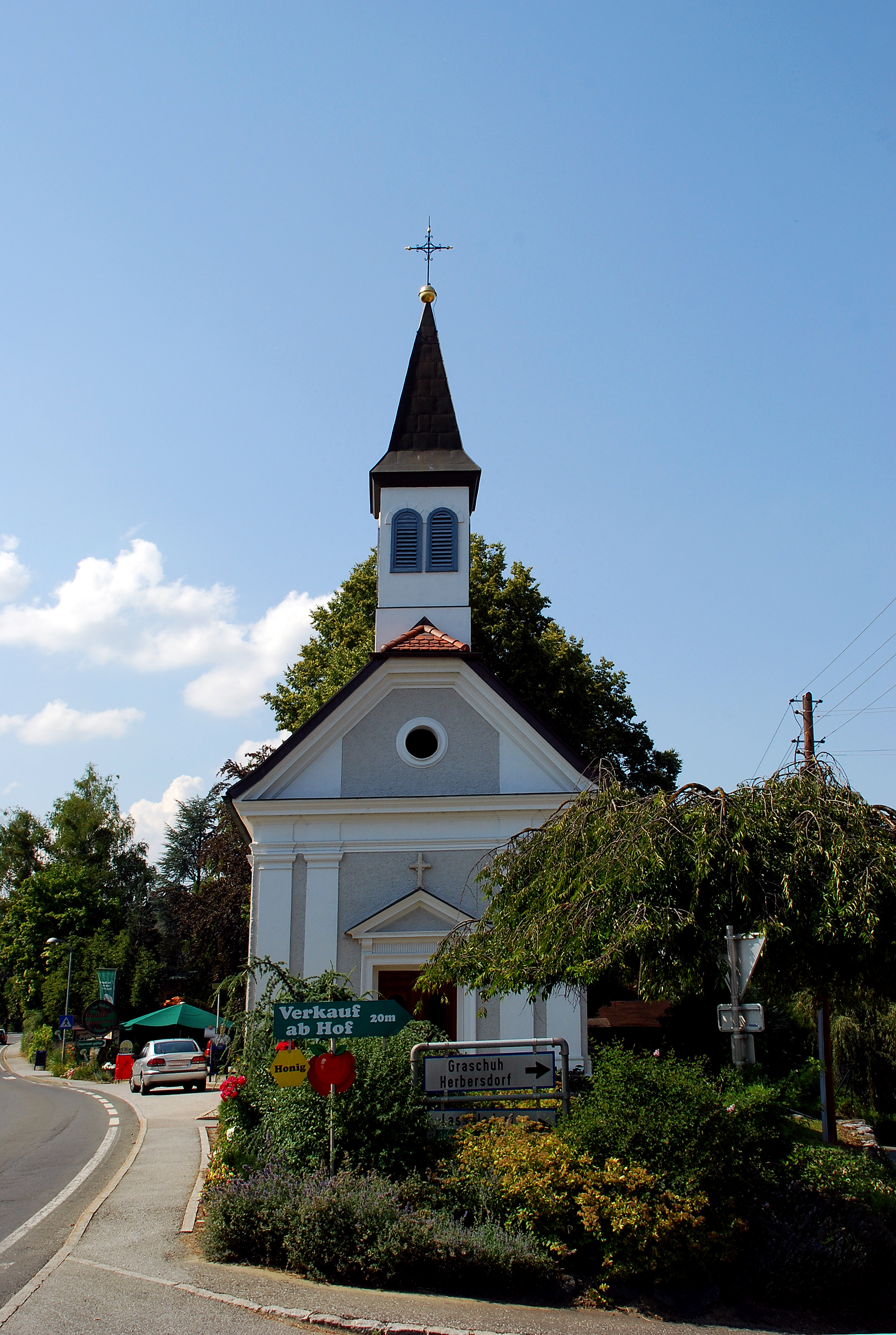
Kerk van Rassach

Rassach telt 1452 inwoners.
Bad Schwanberg ·
Deutschlandsberg ·
Eibiswald ·
Frauental an der Laßnitz ·
Groß Sankt Florian ·
Lannach ·
Pölfing-Brunn ·
Preding ·
Sankt Josef (Weststeiermark) ·
Sankt Martin im Sulmtal ·
Sankt Peter im Sulmtal ·
Sankt Stefan ob Stainz ·
Stainz ·
Wettmannstätten ·
Wies
- Gemeinsame Normdatei: 7525423-2
- Virtual International Authority File: 243218082